# Japanische Badmintonmeisterschaft 1977
Die Japanische Badmintonmeisterschaft 1977 fand vom 14. bis zum 18. Dezember 1977 an mehreren Spielorten in Tokio statt. Es war die 31. Austragung der nationalen Titelkämpfe im Badminton in Japan. 

## Titelträger
| Disziplin    | Sieger                        |
| ------------ | ----------------------------- |
| Herreneinzel | Kinji Zeniya                  |
| Dameneinzel  | Saori Kondō                   |
| Herrendoppel | Masao Tsuchida Yoshitaka Iino |
| Damendoppel  | Atsuko Tokuda Mikiko Takada   |
| Mixed        | Noboru Kusaka Mayumi Ushida   |